# 橡膠子彈

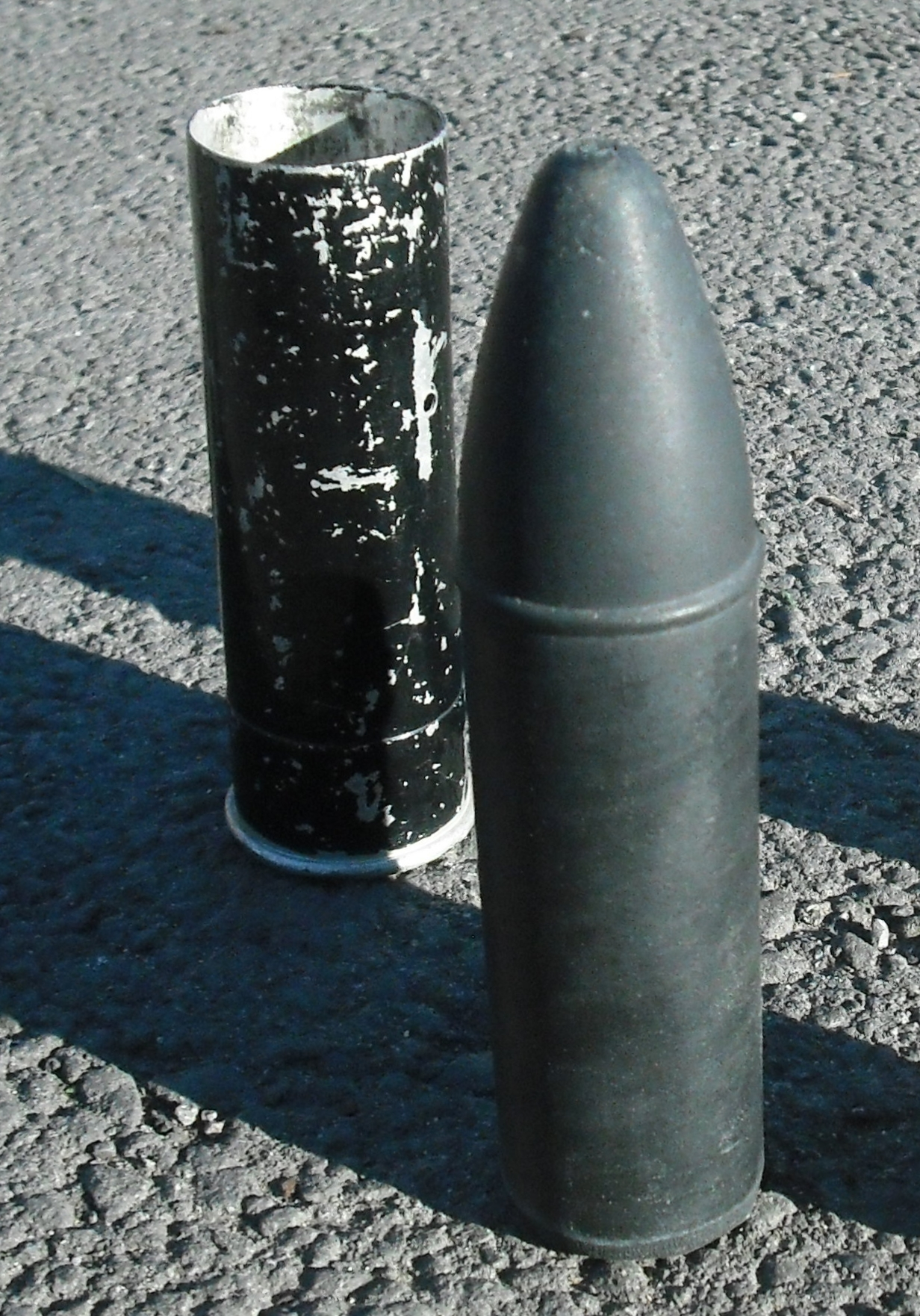
37毫米英軍用橡膠子彈，於北愛爾蘭問題期間使用。

橡膠子彈是以橡膠製成或以橡膠包裹金屬製成的子彈，須以專用火器或鎮暴霰彈槍等武器發射。橡膠子彈是低致命武器，射程較短，旨在代替金屬子彈。多用於防暴、驅散示威等，亦可用於練習短距離射擊和控制動物。橡膠子彈於北愛爾蘭問題期間由英國國防部發明，並於1970年首次使用，但近距離及不當使用可以致命。

## 傷害
雖然橡膠子彈屬低致命武器，但在使用不當下仍可致命。醫學期刊《刺針》2002年刊登論文，研究2000年10月以色列對巴勒斯坦人使用橡膠子彈的案例。在152宗因橡膠子彈導致的傷亡事件中，61%屬鈍器傷，39%屬穿透傷；3宗導致死亡，其中2宗為子彈由眼睛射入腦部。文章結論指出：「橡膠子彈欠缺準繩度，以及在使用時不適當的瞄準方式和發射距離，曾導致大量人士嚴重受傷和死亡。這種彈藥不應視為控制人群的安全方式。」
2013年，英國國防部多篇1977年的文件獲公開，內容揭示國防部曾於1972年就德里男孩因遭橡膠子彈擊中致盲一事尋求和解，而非上庭揭露子彈的危險性。同時亦揭露當時對橡膠子彈的測試不足，測試期過短；如有足夠測試，就能夠發現橡膠子彈「可以致命」以及「可以並曾造成嚴重傷害」。
智利警方在2019年智利示威發射橡膠子彈驅散示威者，由於有200人眼部重傷，智利警方在11月決定停用橡膠子彈，智利大學（Universidad de Chile）公佈研究結果，指出警方發射的橡膠子彈的橡膠含量僅有20%，其餘部分則由二氧化矽、硫酸鋇和有害的鉛組成，橡膠子彈的硬度如滑板輪。

## 不當使用
基於橡膠子彈相當危險及可以致命，一般規定對人射擊時禁止瞄準頭部和頸部，更有使用建議應瞄準地面，利用反彈擊中腿部或腳部，以免直接射中頭部或頸部，防止造成穿透傷或其他致命傷害。香港警方鎮壓反對逃犯條例修訂草案運動期間多次發射橡膠子彈，原本香港警方有指引橡膠子彈只可向目標的下肢發射，距離不可少於5公尺，但在2019年6月12日香港反對逃犯條例修訂草案佔領行動中，便有香港警察向示威者及記者的頭部發射橡膠子彈，香港公共醫療醫生協會及前線醫生聯盟發表聯合聲明譴責香港警方濫用暴力，當中有示威者眼周被擊中，险些導致失明，另有一名印尼女記者在採訪時遭香港警察用橡膠子彈射擊，右眼或将永久失明。